# Lego Horizon Adventures
Lego Horizon Adventures es un videojuego de acción y aventura, desarrollado por Guerrilla Games y Studio Gobo en asociación con The Lego Group, y distribuido por Sony Interactive Entertainment. Como una entrega derivada de la serie Horizon, el juego reinterpreta los eventos de Horizon Zero Dawn (2017) en un entorno con temática de juguetes de Lego. Su lanzamiento al mercado fue el 14 de noviembre de 2024, para las plataformas PlayStation 5, Nintendo Switch y Windows.

## Jugabilidad
Lego Horizon Adventures es un videojuego de acción y aventura, que se juega desde una perspectiva isométrica. El juego tiene cinco niveles de dificultad diferentes y también incluye el sistema de selección de puntos débiles de los anteriores juegos de la saga Horizon. Tanto Aloy, la protagonista del juego, como el mundo se pueden personalizar ampliamente. El juego también cuenta con un modo multijugador cooperativo para dos jugadores.

## Desarrollo
El juego es desarrollado por Guerrilla Games y Studio Gobo. Según Guerrilla, el estudio inicialmente diseñó las máquinas del primer juego utilizando Lego Duplo, y quería hacer un juego más alegre después de trabajar en dos juegos de la saga Horizon. Mientras tanto, el Grupo Lego consideró que Horizon era una buena opción para un proyecto de videojuego debido a sus temas inclusivos y sus visuales vibrantes. Lego y Guerrilla colaboraron previamente entre sí para el lanzamiento del set Lego Tallneck en 2022.
El juego vuelve a contar la historia de Horizon Zero Dawn (2017) de una manera alegre y familiar, donde el estudio minimiza significativamente su historia apocalíptica mientras se enfoca en sus mensajes ambientales y las conexiones de Aloy con su familia y amigos. La LEGO película inspiró los aspectos visuales y la animación del juego, de manera que los personajes se mueven de forma similar a la de una película de animación stop motion. El director narrativo James Windeler también agregó que todos los recursos encontrados en el juego fueron "construidos a partir de un ladrillo [LEGO] individual". El objetivo del estudio era hacer que la franquicia fuera "accesible" para los recién llegados, ofreciendo tanto el humor típico de los juegos de Lego como la comedia autorreferencial que se encuentra en las películas.
Guerrilla nombró a Studio Gobo en enero de 2023 como socio de desarrollo para expandir el universo Horizon. Anteriormente se rumoreaba que el estudio estaba trabajando en una nueva versión del juego de 2017.

### Lanzamiento
Lego Horizon Adventures se anunció oficialmente el 7 de junio de 2024 durante la conferencia Summer Game Fest, para las plataformas PlayStation 5, Nintendo Switch y Windows.El 24 de septiembre de 2024 se anunció su fecha de lanzamiento para el 14 de noviembre del mismo año. Previamente, la fecha se había filtrado en agosto al listarse por error en la página web oficial de PlayStation. El juego ha sido la primera franquicia exclusiva de PlayStation en llegar a una consola de Nintendo desde Wipeout 64. Sony lanzó el juego en Switch para apuntar a un "público familiar y un público más joven".
La edición deluxe digital de Lego Horizon Avdentures incluye 3 conjuntos de ropa nuevos, de los personajes Ratchet y Rivet de Ratchet & Clanck: Rift Apart, y de Sackboy de LittleBigPlanet.

## Recepción
Lego Horizon Adventures recibió críticas "mixtas o medias" de acuerdo con el agregador de reseñas Metacritic.